# Funny Woman
Funny Woman är en brittisk dramakomedi som hade premiär 2023. TV-serien bygger på Nick Hornbys roman Funny girl.

## Rollista i urval
- Gemma Arterton – Barbara Parker / Sophie Straw
- Arsher Ali – Dennis Mahindra
- Matthew Beard – Bill Gardiner
- Leo Bill – Tony Holmes
- Alexa Davies – Marjorie Harrison
- Rosie Cavaliero – Marie Parker
- David Threlfall – George Parker
- Alistair Petrie – Ted Sargent
- Clare-Hope Ashitey – Diane
- Emily Bevan – Edith Mahindra
- Olivia Williams – Gloria
- Doon Mackichan – Miss Sykes
- Tom Bateman – Clive Richardson (säsong 1)
- Rupert Everett – Brian Debehnam (säsong 1)
- Morwenna Banks – Patsy Debenham (säsong 1)
- Gemma Whelan – Lynda Jay (säsong 2)
- Roisin Conaty – Greta (säsong 2)
- Lydia Leonard – Lady Pandora (säsong 2)